# Franciscus Segesser von Brunegg
Franciscus Segesser von Brunegg (* 1. September 1587 in Luzern; † vor dem 18. August 1626 in Rom) war ein Schweizer Offizier und ernannter Kommandant der Päpstlichen Schweizergarde.

## Leben
Franciscus Segesser von Brunegg (als Mitherr zu Baldegg nannte er sich zuweilen auch zu Baldeck), gehörte zu der jüngeren Luzerner Linie des Schweizer Ministerialengeschlechts Segesser von Brunegg und war ein Sohn des Gardeobersten Jost Segesser von Brunegg, Herr zu Baldegg und Mitglied des Grossen Rates von Luzern, und dessen zweiter Ehefrau Afra von Fleckenstein. Der Malteserritter Johann Jakob Segesser von Brunegg war sein Bruder, der Gardeoberst Stephan Alexander Segesser von Brunegg sein Halbbruder.
Als Gardefähnrich wurde er am 20. August 1607 beim St. Stefans-Ritterorden zu Pisa aufgeschworen und am 22. April 1608 ebenda zum Ritter geschlagen. Wohl erst nach Karawane, d. h. der Dienstpflicht, erhielt er das am 18. November 1610 durch den Grossmeister Cosimo II., Grossherzog von Toskana, ausgestellte Diplom.
Infolge des Todes seines Neffen Jost Odoardo I. Segesser ernannte ihn Papst Gregor XV. mit Breve vom 21. Januar 1623  zum Koadjutor des Gardehauptmanns (sein Halbbruder Stephan Alexander) mit Sukzessionsrecht. Am 11. August 1623 machte er
an die Franziskaner zu Luzern eine Reliquienvergabung. Mit Datum 10. April 1624 empfehlen ihn Schultheiss und Rat zu Luzern für den Fall des Todes von Oberst Stephan Alexander Segesser als Nachfolger im Kommando der Schweizergarde in Rom.
Es kam jedoch nicht dazu; Franciscus starb fast zeitgleich mit seinem Halbbruder (am selben Tag oder am Tag danach). Am 12. August 1626 machte er in Rom sein Testament, am 18. August wurde er auf dem deutschen Campo Santo bestattet. Er hatte um 1610 Katharina Peyer im Hof geheiratet, die am 11. August 1623 zum ersten Mal urkundlich erscheint. Sie starb am 7. September 1626 und wurde auch im deutschen Campo Santo begraben. Ebenfalls dort begraben wurde am 21. August der gemeinsame Sohn Johann Constantin, geboren am 14. Mai 1619 und am 17. Mai zu San Marcello al Corso getauft, 1623 in der Reliquienschenkung seines Vaters an die Franziskaner zu Luzern erwähnt.